# Big Girls Don't Cry (album Lynn Anderson)
| Recensione | Giudizio |
| ---------- | -------- |
| AllMusic   |          |

Big Girls Don't Cry è un album discografico della cantante country statunitense Lynn Anderson, pubblicato dall'etichetta discografica Chart Records nel 1968.

## Tracce

### LP
Lato A
1. Big Girls Don't Cry – 2:26 (Lynn Anderson) – Registrato (circa) maggio 1967 al RCA Victor's "Nashville Sound" Studio di Nashville, Tennessee
2. Pick of the Week – 2:16 (Lynn Anderson) – Registrato nel marzo del 1968 al RCA Victor's "Nashville Sound" Studio di Nashville, Tennessee
3. Honey – 4:20 (Bobby Russell) – Registrato nel marzo del 1968 al RCA Victor's "Nashville Sound" Studio di Nashville, Tennessee
4. Just Between the Two of Us – 2:51 (Lynn Anderson) – Registrato il 22 marzo 1968 al RCA Victor's "Nashville Sound" Studio di Nashville, Tennessee
5. I Live to Love You – 2:53 (Glenn Sutton) – Registrato nel marzo del 1968 al RCA Victor's "Nashville Sound" Studio di Nashville, Tennessee
6. Strangers – 2:33 (Lynn Anderson) – Registrato nel marzo del 1968 al RCA Victor's "Nashville Sound" Studio di Nashville, Tennessee

Lato B
1. The Pillow That Whispers – 2:42 (Cal Veale) – Registrato il 22 marzo 1968 al RCA Victor's "Nashville Sound" Studio di Nashville, Tennessee
2. Ring of Fire – 1:42 (Merle Kilgore, June Carter) – Registrato nel marzo del 1968 al RCA Victor's "Nashville Sound" Studio di Nashville, Tennessee
3. Come on Home – 2:32 (Jack Rhodes, George Richey) – Registrato nel marzo del 1968 al RCA Victor's "Nashville Sound" Studio di Nashville, Tennessee
4. Wandering Mind – 2:22 (Margie Singleton, Leon Ashley, Merle Kilgore) – Registrato il 22 marzo 1968 al RCA Victor's "Nashville Sound" Studio di Nashville, Tennessee
5. You Mean the World to Me – 2:23 (Glenn Sutton, Billy Sherrill) – Registrato nel marzo del 1968 al RCA Victor's "Nashville Sound" Studio di Nashville, Tennessee
6. I Keep Forgettin' (That I Forgot About You) – 1:51 (Lynn Anderson) – Registrato nel marzo del 1968 al RCA Victor's "Nashville Sound" Studio di Nashville, Tennessee

## Musicisti
Big Girls Don't Cry
- Lynn Anderson - voce
- Altri musicisti non accreditati
- Slim Williamson - produttore

Pick of the Week / Honey / I Live to Love You / Strangers / Ring of Fire / Come on Home / You Mean the World to Me / I Keep Forgettin' (That I Forgot About You)
- Lynn Anderson - voce
- Altri musicisti non accreditati
- Slim Williamson - produttore

Just Between the Two of Us / The Pillow That Whispers / Wandering Mind
- Lynn Anderson - voce
- Wayne Moss - chitarra
- Jerry Stembridge - chitarra
- Lloyd Green - chitarra steel
- Hargus Robbins - pianoforte
- Charlie McCoy - organo, vibrafono
- Roy M. Junior Huskey - contrabbasso
- Buddy Harman - batteria
- Sconosciuti - accompagnamento vocale, cori
- Danny Davis - produttore[2]

Note aggiuntive
- Slim Williamson - produttore
- Lloyd Green - arrangiamenti
- Registrazioni effettuate al RCA Victor's "Nashville Sound" Studio, Nashville, Tennessee (Stati Uniti)
- Bill Vandevort, Tom Pick e Jim Malloy - ingegneri delle registrazioni
- Bob Kingsley (Radio Station KGBS, Los Angeles, California) - note retrocopertina album originale[3]

## Classifica
Album
| Anno | Classifica         | Posizione raggiunta |
| ---- | ------------------ | ------------------- |
| 1968 | Top Country Albums | 11                  |

Singoli
| Anno | Titolo del brano    | Classifica        | Posizione raggiunta |
| ---- | ------------------- | ----------------- | ------------------- |
| 1968 | Big Girls Don't Cry | Hot Country Songs | 12                  |